# Eguisheim
Eguisheim (deutsch Egisheim) ist eine französische Gemeinde mit 1735 Einwohnern (Stand 1. Januar 2022) im Département Haut-Rhin in der Region Grand Est (bis 2015 Elsass und seit 2021 in der gleichnamigen Europäischen Gebietskörperschaft). Sie gehört zum Arrondissement Colmar-Ribeauvillé und zum Kanton Wintzenheim. Der gleichnamige Hauptort ist als eines der Plus beaux villages de France klassifiziert.

## Geographie
Die Gemeinde liegt im Oberelsass an der Elsässer Weinstraße (Route des Vins d’Alsace), fünf Kilometer südwestlich von Colmar und 3½ Kilometer südlich von Wintzenheim (Winzenheim), unterhalb eines von drei Burgruinen (Dagsburg, Wahlenburg, Burg Weckmund) gekrönten Berges. Diese Burgengruppe ist bekannt als die Drei Exen (elsässisch Dri Egsa; französisch les trois tours d’Eguisheim). Das Gemeindegebiet ist Teil des Regionalen Naturparks Ballons des Vosges.

## Geschichte

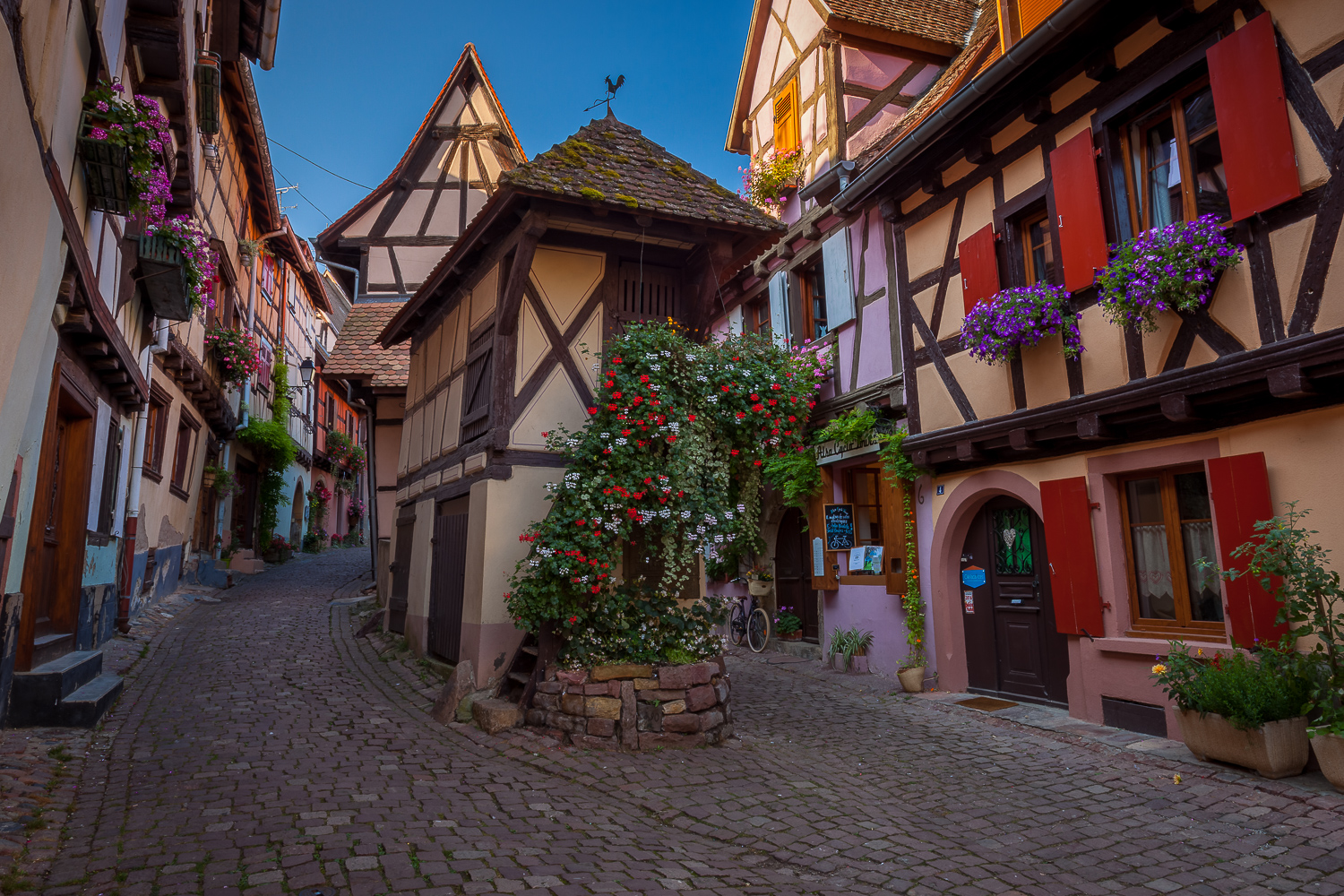
Blumen und Fachwerk in Egisheim

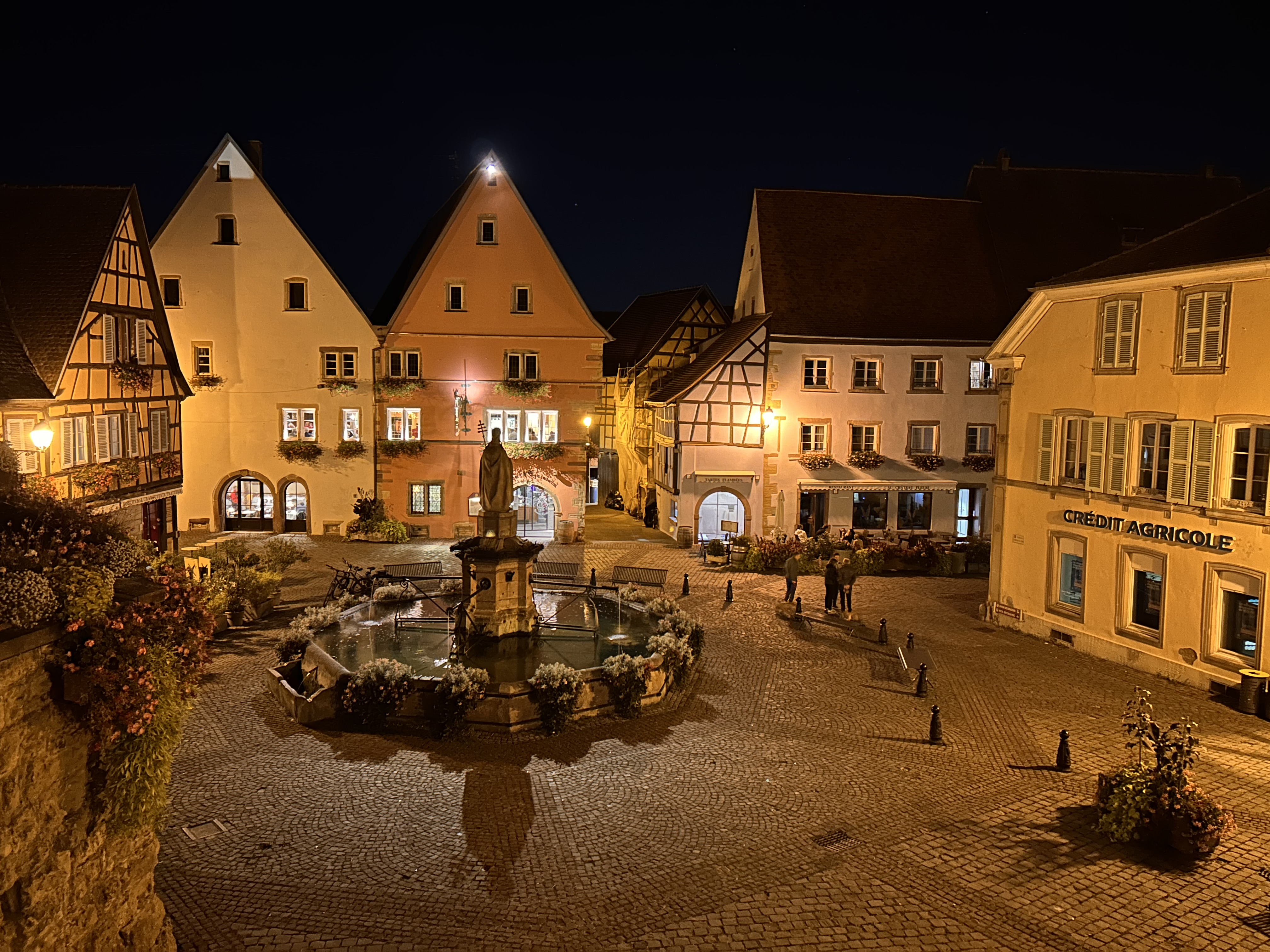
Place du Château Saint-Léon

Ältere Ortsbezeichnungen sind überliefert als in Egenesheim (817, 867), in villa Egischeim (899), Hugo in Eigenesheim (903), Egeshen (1004) usw.  Auf den Sitz der hier schon im Mittelalter vorhandenen Herrschaft beziehen sich Erwähnungen wie in castro Egeneschen (1074), comes in Eginsheim (1092), Udalrico comite de Eginsheim (1125), comitis Hulherici de Hegensheim (1130), Udalricus comes Elsatiae et de Eginesheim (1136), Oudalricus comes de Egesheim (1141), Eberhardus in castro Egenesheim (12. Jh.), castelli Eginsheim (1298), veste raub schlöszer ... hochen Egeszheim (1453), das schlosz Dreyegenszheim ist mit dreyen gebuwen furtrefflich gezirt gewesen. Das allerschonest hatt geheissen Tageszburg, das ander Walenburg, das dritt Weckmundt und das letsth gebuwen Nellenburg (1510), 3 Egisheim (1576) und Mittelburg zu der Hohen Egisheim.
Auf der Gemarkung des Orts, die zu den ältesten Siedlungsstätten des Elsass gehört, sind im 19. Jahrhundert Siedlungsspuren aus keltisch-römischer und aus neolithischer Zeit entdeckt worden, darunter der ‚Egisheimer Schädel‘, der in seiner Form dem des Neandertalers ähnelt. Die Ursprünge der Ortschaft, die hier im Schutz einer Anfang des 8. Jahrhunderts von Graf Eberhard, einem Enkel des elsässischen Herzogs Eticho, erbauten Burganlage entstand, gehen auf das 13. Jahrhundert zurück.
In der topographisch-historischen Literatur und anderem Schrifttum  wird Egisheim nicht selten als Geburtsort des Bruno von Egisheim-Dagsburg (1002–1054) bezeichnet, der 1049 als Leo IX. Papst wurde. In geschichtswissenschaftlichen Biographien wird die Angabe seines Geburtsorts dagegen regelmäßig fortgelassen, da darüber keine gesicherten Erkenntnisse vorliegen. In der achteckigen Burganlage im Ort – in Konkurrenz zu Dabo (Deutsch: Dagsburg) in Lothringen und zur Wahlenburg auf Häuserner Gemarkung – soll er geboren worden sein. Da aber die Chronik des Klosters Ebersmünster, auf die sich diese Angabe allein stützt, erst vier Jahrhunderte nach dem eigentlichen Ereignis angefertigt wurde, ist sie nicht zuverlässig. Die erhaltene und ergrabene Architektur der Burg lässt sich bis in die erste Hälfte des 13. Jahrhunderts zurückverfolgen.
Im Jahr 1680 wurde die Ortschaft des Heiligen Römischen Reichs zusammen mit dem weltlichen Besitz, den die Bischöfe von Straßburg hier im Oberelsaß hatten, vom Königreich Frankreich annektiert.
Durch den Frankfurter Frieden vom 10. Mai 1871 kam das Gebiet an das deutsche Reichsland Elsaß-Lothringen, und der Flecken wurde dem Kreis Colmar im Bezirk Oberelsass zugeordnet. Wichtigste Wirtschaftszweige waren Weinbau und Weinhandel. Nach dem Ersten Weltkrieg musste die Region aufgrund der Bestimmungen des Versailler Vertrags 1919 an Frankreich abgetreten werden. Im Zweiten Weltkrieg war die Region von der deutschen Wehrmacht besetzt, und die Stadt stand bis 1944 unter deutscher Verwaltung.

### Burganlage
Im 19. Jahrhundert wurden große Teile der Burggebäude, darunter der ebenfalls achteckige Bergfried, abgetragen. Ab 1886 wurde stattdessen eine neoromanisch-byzantinische Kapelle in Angedenken Papst Leo IX. errichtet. 1908 wurde die Anlage saniert. Die Pfarrkirche St. Peter und Paul wurde 1809 im Scheunenstil errichtet. Von ihrer im 12. Jahrhundert errichteten romanischen Vorgängerin ist der Turm erhalten; ihre Umrisse sind im Pflaster zu erkennen.

### Grafen von Egisheim
Im 7. Jahrhundert wurde das fränkische Herzogtum Elsass gegründet. Dieses wurde im 9. Jahrhundert in zwei Grafschaften aufgeteilt: den Nordgau und den Sundgau (noch bis 2015 bestand die Region Elsass aus den Départements Bas-Rhin (67) und Haut-Rhin (68)). Die Grafen des Nordgaus beherrschten bald wieder die gesamte Region. Die Grafen von Egisheim stammen von Kaiser Karl dem Großen ab. 1 Karl der Große → 7 Ludwig I. von Franken → 39 Karl II. der Kahle → 91 Ludwig II. der Stammler → 193 Karl III. der Einfältige → 305 Hildegard von Westfranken → 501 N. von Dillingen → 735 Heilwig von Dagsburg, Gattin von Hugo IV. von Egisheim (* 970, † 995) → 801 Adalbert I. von Calw, ebenfalls ein Karolinger, und Gattin Adelheid von Egisheim (* 1000), Schwester von Graf Leo von Egisheim (Leo IX.). (Die Vorzahlen entsprechen der Liste der Nachkommen von Karl dem Großen von Josef Schneider.) Die Grafen Gerhard und Adalbert verheirateten ihre Schwester Adelheid mit Herzog Heinrich, sie wurde Mutter von Konrad II., der das Haus der salischen Kaiser begründete. Eine Seitenlinie der Grafen des Nordgaus nannte sich schließlich Grafen von Egisheim. Graf Bruno von Egisheim (1002–1054) wurde 1048 Papst, er nannte sich „Leo IX.“. Im Jahr 1049 weihte er die Kirche von Ottmarsheim.

### Bevölkerungsentwicklung
| Jahr      | 1910 | 1962 | 1968 | 1975 | 1982 | 1990 | 1999 | 2007 | 2014 | 2016 |
| --------- | ---- | ---- | ---- | ---- | ---- | ---- | ---- | ---- | ---- | ---- |
| Einwohner | 1387 | 1470 | 1519 | 1461 | 1438 | 1530 | 1549 | 1572 | 1738 | 1782 |

## Stadtgestalt und Sehenswürdigkeiten

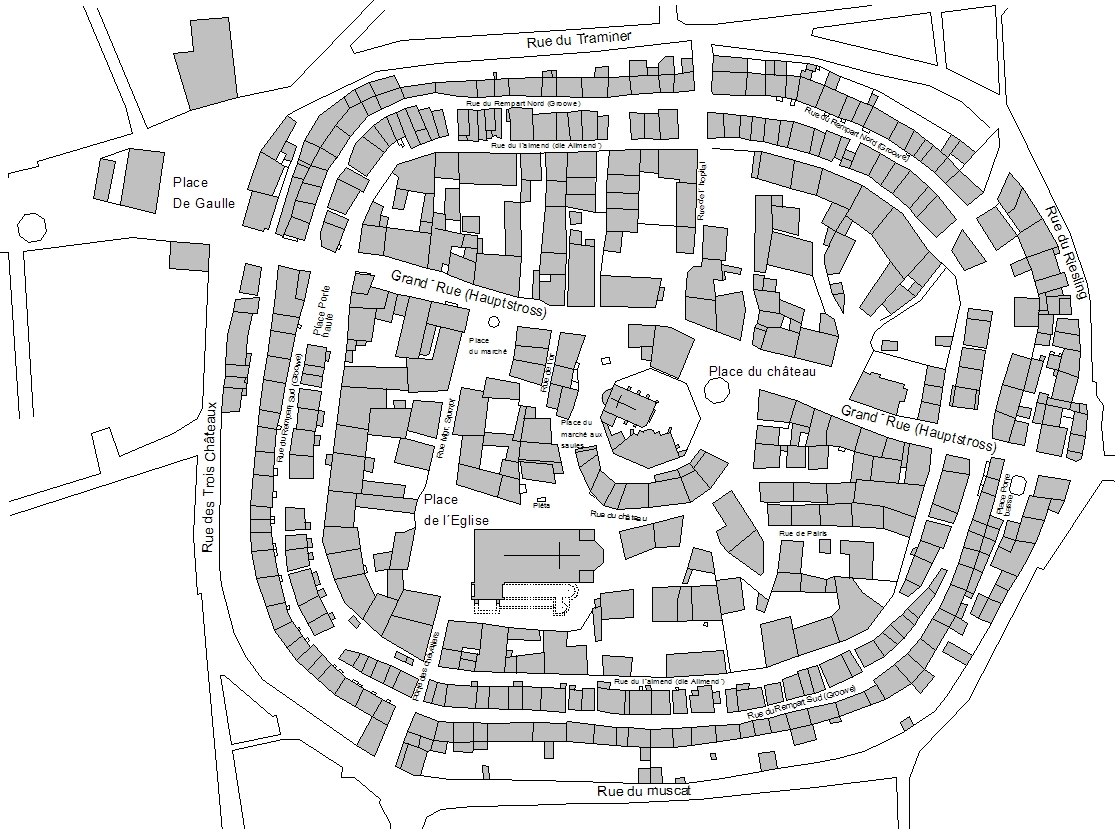
Stadtplan von Egisheim

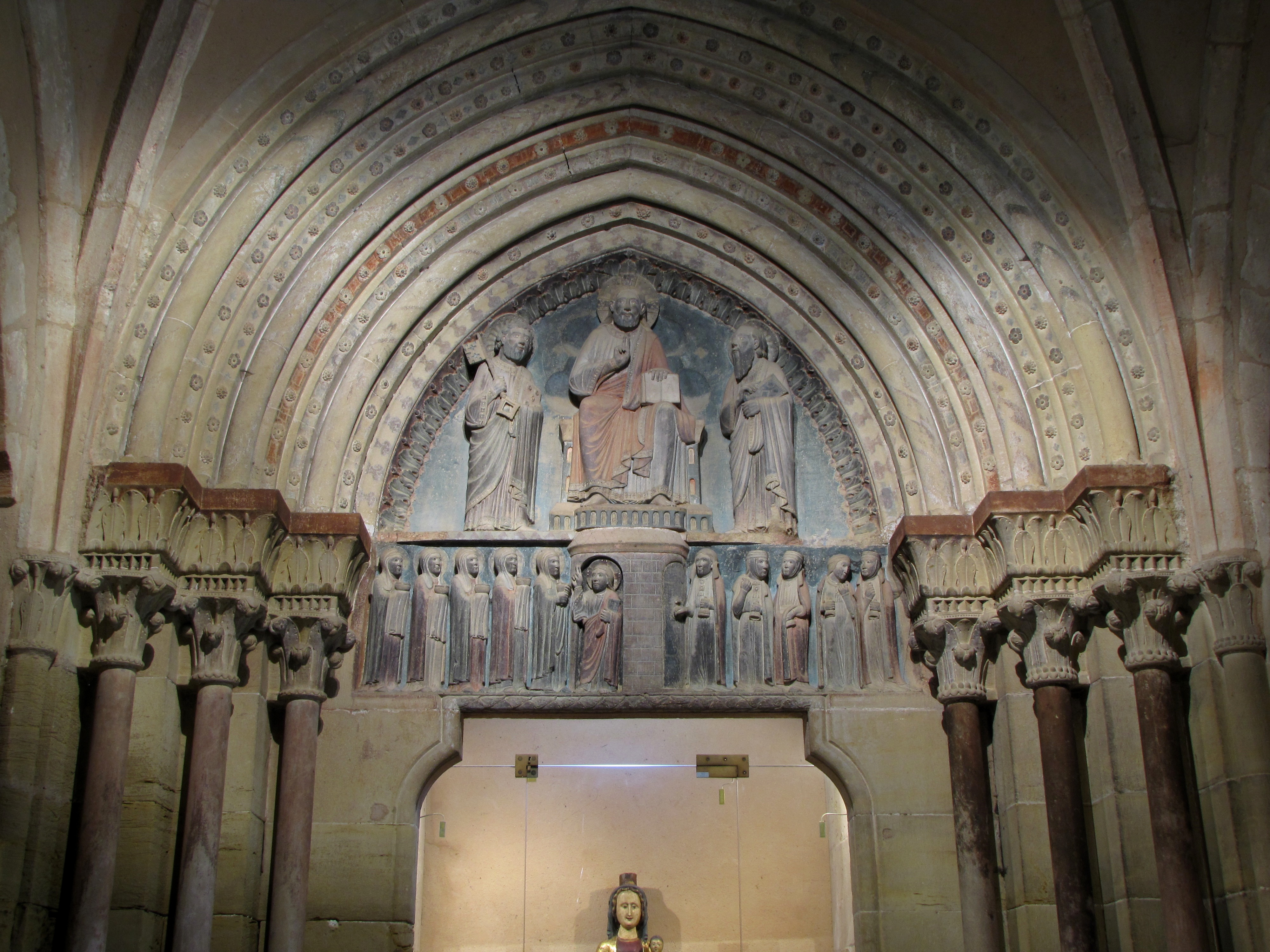
Spätromanisches Portal in der Peter-und-Pauls-Kirche

Egisheim ist stadttypologisch bekannt als „Zwiebelstadt“, da sich außer der west-östlich verlaufenden Grand Rue (elsässisch Hauptstross) alle Gassen ringförmig um die achteckige Burganlage im Zentrum legen.
- Burg Egisheim mit neoromanischer St.-Leo-Kapelle in der Ortsmitte
- Dagsburg auf dem Schlossberg
- Altstadt
- Ringgassen (Groowe und Allmend)
- Kirche St. Peter und Paul. In diesem Bauwerk aus dem frühen 19. Jahrhundert befinden sich ein künstlerisch äußerst wertvolles spätromanisches Portal aus dem Vorgängerbau, das im Bogenfeld bereits stilistische Merkmale der Gotik aufweist, sowie eine denkmalgeschützte, hölzerne Schreinmadonna mit Kind aus dem 14. Jahrhundert.

## Partnerschaften
Seit 1969 ist Hinterzarten im Schwarzwald Partnergemeinde von Eguisheim.
Außerdem besteht eine Partnerschaft zur Gemeinde Hautvillers in der Champagne.

## Persönlichkeiten
- Adelheid von Metz, (um 970–1039 oder 1046), Gräfin von Worms
- Leo IX. (1002–1054), Papst der katholischen Kirche (Verbindung zu Egisheim behauptet, aber nicht belegbar)
- Peter Paul Stumpf (1822–1890), Erzbischof von Straßburg
- Hélène Clauzel (* 1998), Radrennfahrerin